# Frank Trumbauer
Frank (Frankie, Tram) Trumbauer (* 30. Mai 1901 in Carbondale, Illinois; † 11. Juni 1956 in Kansas City, Kansas) war ein amerikanischer Jazz-Musiker, der das seltene C-Melody-Saxophon spielte, aber auch Altsaxophon und weitere Instrumente wie Klarinette und Fagott. Auch als Sänger war er auf verschiedenen Aufnahmen zu hören.

## Leben und Wirken
Trumbauer ist insbesondere durch seine Aufnahmen bekannt, die er Ende der 1920er Jahre mit dem Kornettisten Bix Beiderbecke machte, wie seinen ersten Charterfolg Singing the Blues vom Februar 1927.
Die Mutter von Trumbauer war Konzertpianistin. Seine erste Band hatte er als Jugendlicher mit 17 Jahren und war im Ersten Weltkrieg bei der US Navy. 1921 spielte er in einer Band des Pianisten Gene Rodemich. Ab 1922 war er in Chicago zuerst im Benson Orchestra, 1923/24 bei Ray Miller (auch Aufnahmen) und 1925 wurde er musikalischer Leiter im Orchester von Jean Goldkette im Arcadia Ballroom in St. Louis. Dort begann seine Zusammenarbeit mit Bix Beiderbecke, die sich fortsetzte, als er ein eigenes Orchester in St. Louis hatte. Beide spielten dann 1926 bei Jean Goldkette, 1927 bei Adrian Rollini und ab 1927 im Orchester von Paul Whiteman, wo Trumbauer bis 1932 blieb, um dann kurzzeitig eine eigene Band zu leiten. 1927 erhielt er einen eigenen Vertrag für Aufnahmen bei Okeh. Das führte zu wichtigen Jazz-Aufnahmen von Trumbauer mit Beiderbecke (und Eddie Lang) Ende der 1920er Jahre. 1929 bis 1936 machte er Einspielungen in kleinen Gruppen mit Mitgliedern des Whiteman Orchesters, insbesondere mit Beiderbecke. 1931 kam die erste Einspielung des Hoagy-Carmichael-Stücks Georgia on My Mind in die Top 30. 1934 machte er Aufnahmen mit eigener Band unter anderem mit Bunny Berigan. 1936 arbeitete er auch kurz mit Charlie und Jack Teagarden in Kalifornien und hatte dann in Kalifornien 1937 bis 1939 gelegentlich eine eigene Band (unter dem Namen Frankie Trombar) und war Studiomusiker. Im März 1939 gab er die Musik auf und arbeitete bei der zivilen Luftfahrtbehörde und im Zweiten Weltkrieg auch als Testpilot. Nach dem Krieg spielte er im NBC Orchester in New York (Studioarbeit mit Raymond Paige 1945), verfolgte dann aber ab 1947 eine Karriere in der Flugaufsichtsbehörde.
Zusammen mit Bix Beiderbecke, Coleman Hawkins, und Pee Wee Russell gilt er als einer der Musiker, die die Balladenspielweise im Jazz eingeführt haben, die sich erheblich von den bis dahin gebräuchlichen „Hot“ und Blues-Spielarten unterschied. Damit bekleidet er eine herausragende stilgeschichtliche Rolle, denn er gehört zu den ersten Musikern, die Einflüsse der klassischen europäischen Musik, insbesondere der Romantik, in den Jazz einfließen ließen. Sein an den späteren Cool Jazz erinnernder Stil hat insbesondere den jungen Lester Young beeinflusst, aber auch zum Beispiel Benny Carter.

## Diskografische Hinweise
- The Complete Okeh and Brunswick Bix Beiderbecke, Frank Trumbauer and Jack Teagarden Sessions 1924-36 (Mosaic – 2001) sieben CDs u. a. mit Miff Mole, Jimmy Dorsey, Eddie Lang, Adrian Rollini, Joe Venuti, Pee Wee Russell, Bing Crosby, Eddie Miller, Ray Bauduc, Matty Matlock, Fats Waller, Charlie Teagarden, Rod Cless, Bud Freeman, Benny Goodman, Johnny Mince, Artie Shaw